# چهره‌ها در جمعیت
چهره‌ها در جمعیت (انگلیسی: Faces in the Crowd) یک فیلم در ژانر ترسناک، مهیج، درام، و جنایی است که در سال ۲۰۱۱ منتشر شد.

## بازیگران
- میلا یوویچ
- جولین مک‌مان
- مایکل شنکس
- مرین فیث‌فول
- سارا وین کالیز
- والنتینا وارگاس
- ساندریان هالت
- آنتونی لمکه
- رزماری دانسمور